# Odontacolus hackeri
Odontacolus hackeri är en stekelart som först beskrevs av Alan Parkhurst Dodd 1913.  Odontacolus hackeri ingår i släktet Odontacolus och familjen Scelionidae. Inga underarter finns listade i Catalogue of Life.